# Uratelornis chimaera
La carraca terrestre colilarga (Uratelornis quimera) es una especie de ave coraciforme de la familia Brachypteraciidae, del género monotípico Uratelornis.
Es endémica de los bosques espinosos áridos cerca de la costa en el suroeste de Madagascar, esta ave presenta una muy baja densidad de población a lo largo de su hábitat. Esta especie requiere de sombra y una gruesa capa de hojas, y está ausente en aquellas partes del bosque espinoso que carecen de estos rasgos. No se reconocen subespecies, y su pariente más cercano es la carraca terrestre escamosa (Brachypteracias squamiger). La carraca terrestre colilarga es la única carraca terrestre que presenta un dimorfismo sexual claro, o diferencias en el plumaje o tamaño de los sexos. Es un ave de tamaño mediano con una silueta regordeta y una cola larga. Las partes superiores son de color marrón oscuro con vetas negras, mientras que las partes inferiores son de color gris claro. La garganta blanca se encuentra enmarcada por rayas malares negras y una franja en el pecho negra, y una raya blanca en la base del pico. Plumas celestes son visibles en el borde de las alas y la cola. Rara vez realiza llamadas fuera de la temporada de cría, aunque se hacen múltiples llamadas territoriales.
La carraca terrestre colilarga se alimenta principalmente de invertebrados, como  hormigas, escarabajos, mariposas y gusanos, que encuentra buscando en la hojarasca o esperando atentamente por una oportunidad. Sus alas son relativamente débiles, por lo que la carraca terrestre colilarga utiliza principalmente sus fuertes patas para correr a través de su hábitat. Es una especie monógama, y defiende un territorio durante la época de reproducción que va de octubre a febrero. La especie excava un túnel en la arena, al final del cual se encuentra una amplia cámara donde hace su nido con hojas y trozos de tierra. La puesta es de dos a cuatro huevos. Después que los polluelos abandonan el nido, las aves siguen viviendo en grupos familiares por lo menos hasta febrero, antes de dispersarse a través de los matorrales.
Esta especie se encuentra clasificada como vulnerable y se encuentra amenazada por destrucción de hábitat. Los bosques espinosos en los que habita no se encuentran protegidos por el gobierno de Madagascar, y por o tanto su hábitat se encuentra en disminución a causa de despeje de suelos para agricultura,  recolección de carbón y explotación forestal. Además esta ave es cazada por los pueblos nativos de Madagascar.